# Chateaubriand (taglio di carne)

Sezione del taglio di carne Chateaubriand

Chateaubriand è un taglio di carne bovina di spessore variabile da 2 a 4 cm (verso il basso è un tournedos, verso l'alto è un filetto per arrosto).
Può essere lardato con pancetta, il suo diametro varia a seconda della sua posizione nella testa, cuore o punta del muscolo.

## Etimologia
Creata dall'ambasciata francese a Londra, il termine si riferirebbe allo scrittore François-René de Chateaubriand, il cui chef, Montmireil, secondo Larousse gastronomique sarebbe il creatore della carne Grillade a Chateaubriand, chiamata anche steak chateaubriand. Il nome lascia un dubbio perché sembra apparire solo trent'anni dopo la morte dello scrittore.
La variante ortografica "châteaubriant" si riferisce alla città di Châteaubriant in Loira Atlantica, la cui fiera bovina è ben nota.